# Treasure Hunter G
Treasure Hunter G (トレジャーハンターG) est un jeu vidéo de type Tactical RPG développé par Sting et édité par Squaresoft en 1996 sur Super Nintendo, uniquement au Japon.